# 誰も守ってくれない
『誰も守ってくれない』（だれもまもってくれない）は、2008年に製作され、2009年1月24日に公開された日本映画。第32回モントリオール世界映画祭にて最優秀脚本賞受賞。

## 概要
フジテレビの人気ドラマ・映画シリーズ『踊る大捜査線』の脚本家である君塚良一が監督し、亀山千広がプロデュースを手掛ける刑事映画。主演が佐藤浩市で、『踊る大捜査線』で室井慎次を演じた柳葉敏郎も出演する。フジテレビが製作、東宝が配給する。撮影方法として、リハーサル段階からカメラを回し、役者側も演技を固めず自由な動き、台詞で演じてもらい、それを1つのシーンを通じて数台のカメラで何度も撮影し繋げるといった、「セミ・ドキュメンタリー」手法を採用した。
2009年度の第82回アカデミー賞に、外国語映画賞部門の日本代表として出品された。
この映画の公開日と同日の21:00 - 23:10（JST）に、テレビドラマ『誰も守れない』がフジテレビ系列「土曜プレミアム」枠で放送された。この映画と連動した企画になっており、内容は映画版の4ヶ月前に起こった事件を描いたものになっている。ドラマでは、「被害者の保護」という視点・観点から描かれたが、映画版は「加害者の保護」の視点・観点で描かれた。

## ストーリー
刑事の勝浦には娘と妻がいるが、過去の事件のトラウマが原因で別居、離婚の危機に瀕していた。娘が両親を仲直りさせようと旅行を計画、勝浦も休暇を申請し、娘へのプレゼントを購入していた。
そんな中、小学生姉妹殺人事件が発生し、捜査線上に18歳の少年が浮上する。勝浦と同僚の三島が上司の坂本から命じられたのは、事件の容疑者家族の保護であった。勝浦は休暇申請を反故にされ、渋々この任務に着く。
その頃、容疑者の少年の自宅には、大勢の取材陣や野次馬が押し寄せ、騒然としていた。坂本、勝浦、三島が現場に到着したとき、ついに少年は逮捕・連行される。残された家族は、混乱の中、離婚・再婚の手続きをして姓を変え、別々の場所へと保護され、事情聴取を受けることになる。中学生である妹の沙織には就学義務の免除がなされ、勝浦と三島に保護され車で家を脱出する。沙織に向けて容赦なく焚かれるフラッシュ。「一生追いかけてくる」という言葉の意味を、このとき沙織はまだ理解できていなかった。
勝浦と三島は、執拗に追ってくる報道車をようやく振り切って、用意されたホテルに到着する。しかし沙織の事情聴取を始める間もなく居場所をマスコミにつきとめられ、再び車を走らせることになる。人手不足のために、三島は容疑者宅に呼び戻されて家宅捜索に加わることを命じられ、行くあてのなくなった勝浦はしかたなく沙織を自分のアパートに連れてくる。
携帯電話を家に忘れてきたという沙織のために勝浦が容疑者宅に戻ると、家宅捜索でごったがえす中で、容疑者の母は茫然としていた。沙織の携帯を見つけた勝浦が戻ろうとした時、母がトイレから出てこないことに捜査員が気付いた。ドアをこじ開けると、母は家族写真を手に、中で自殺を図っていた。勝浦が必死に蘇生させようとしたが、もはや息を吹き返すことはなかった。沙織は混乱の中で、母をも失うことになったのである。
アパートに戻った勝浦は、母の自殺を沙織にどう伝えるか迷う。精神科医の尾上のアドバイスに従い、彼女の家に移動してから伝えようとしたが、沙織はボーイフレンドの達郎からの電話で先に事実を知り、ショックを受ける。さらには、記者の梅本も、尾上の自宅を突きとめ、「犯罪者の家族は迫害されて当然」と勝浦に迫る。過去の事件の際に名の挙がった勝浦を、梅本は覚えていたのである。何も語らない容疑者の代わりに沙織から供述を得て、自分の出世の材料にしようと考えた坂本は、引き続きの保護を勝浦に命じるのだった。そしてその頃、ネット上では「容疑者とその家族を糾弾せよ」という掛け声のもと、個人情報を得て関係者をさらし者にしようとする動きが活発化していた。
行く当ての尽きた勝浦は、東京を出ると、家族と共に宿泊するはずだった西伊豆のペンションへとたどり着く。ペンション経営者の本庄夫婦は、勝浦の手が震えるトラウマの原因となった事件の、被害者家族であった。子どもを守れなかった勝浦に「警察を恨んでも、あなたを恨んではいない」とほほ笑んで見せる本庄夫婦。しかし沙織が犯罪者家族であることを知り、自分の子供の事件とダブらせた本庄は、複雑な思いを勝浦にぶつける。
ネット上はいわゆる祭り状態で、掲示板に容疑者や沙織の名前、写真、住所が公開されただけでなく、勝浦の家族にまで危険が及んでいた。さらには隠れ家のペンションの住所まで公開された結果、ペンションの窓に投石を受ける。ペンションのことを教えたのは、沙織本人だった。なぜこんなことをするのかと戸惑う勝浦と、「刑事さんも困ればいいんだ！」と叫ぶ沙織。本庄は「悲しみをどこにぶつけていいかわからないから、目の前の勝浦さんにぶつけたんですよ」と勝浦に語る。
夜になると、住所を見た達郎がペンションにやってきた。この時ようやく沙織は笑顔を見せ、久しぶりにくつろいだ様子を見せる。しかし勝浦たちの目を盗んで沙織をペンションから連れ出した達郎は、連れて行ったホテルの部屋で沙織の振る舞いを盗撮動画としてネット投稿者たちに売り渡していたのだった。
達郎に裏切られたことを知り愕然とする沙織。そこに機材に手を出され逆上したネット投稿者たちが押し寄せる。彼らの暴行から沙織を庇って負傷した勝浦に、沙織は事件当日に見たことを話し始めるのだった。

## キャスト
- 勝浦卓美：佐藤浩市
沙織を保護する刑事。過去に捜査ミスを起こしている。沙織と同い年の娘がいる。執拗に追ってくるマスコミと心を閉ざす沙織に手を焼く。
- 船村沙織：志田未来
中学生。兄が逮捕されるまでは、友達に囲まれ平穏な日々を送っていた。突然“加害者の妹”となり、好奇の目に晒される。事件の鍵を握るも、何も語ろうとしない。自分は悪い事をしていないのに、なぜこんなひどい目に遭わなければならないのかと思っている。兄思いで、兄が事件を起こしたのは勉強ばかり強要した父親が原因だと考え、父親を恨んでいる。
- 船村礼二：佐藤恒治
沙織の父。直人が中学入学後は勉強ばかり強要して追い詰める。捜査員に「私は直人をしつけてきた」と主張。
- 船村澄江：長野里美
沙織の母。家宅捜索中に自殺を図る。
- 船村直人：飯嶋耕大
沙織の兄。大学受験生。小学生の姉妹を刺殺する事件を起こす。逮捕・連行は公衆の面前に晒された。元々は沙織とも仲が良くて優しい兄だったが、中学入学後、勉強ばかりさせられるようになってからは笑わなくなり、家でも部屋にこもって話さなくなった。逮捕時も大学受験の勉強をしていた。
- 三島省吾：松田龍平
勝浦と共に沙織を保護する刑事。たびたび勝浦とともに「背筋が凍るぜ」とつぶやく。
- 本庄圭介：柳葉敏郎
ペンション経営者。過去に息子を殺害されている。
- 本庄久美子：石田ゆり子
ペンション経営者の妻。息子の殺害事件の後、新しい命を宿している。
- 勝浦美菜：荒井萌
勝浦の娘（写真と携帯電話の声だけで登場）。
- 尾上令子：木村佳乃
勝浦の友人。精神科医で、自宅に勝浦と沙織をかくまった。
- 梅本孝治：佐々木蔵之介
記者。加害者の家族らに、「家族は死んで償え！」と言葉を浴びせる。息子が学校でいじめに遭っており、いじめた生徒を庇った学校を加害者の家族を保護する警察に重ね合わせる。
- 佐山惇：東貴博
記者。
- 坂本一郎：佐野史郎
勝浦・三島の上司。事件を自分の出世の材料にしようと考えている。
- 山本茂：須永慶
勝浦・三島の上司。
- 園部達郎：冨浦智嗣
沙織が心を許したボーイフレンド。沙織の動画をネットの住人に売って裏切る。
- 稲垣浩一：津田寛治
沙織に供述を迫る刑事。
- 森本：柄本時生
3年前に本庄の息子を殺害した犯人。
- だいまじん：ムロツヨシ
ネットに勝浦や沙織の個人情報を流出させ、逮捕される。
- その他の出演者：掛田誠、水谷あつし、伊藤高史、浅見小四郎、渡辺航、大河内浩、野元学二、菅原大吉、西牟田恵、平手舞、貞包みゆき、浮田久重、山根和馬、貞平麻衣子、阿部六郎 ほか

## スタッフ
- 監督：君塚良一
- 脚本：君塚良一、鈴木智
- 監督補：杉山泰一
- 撮影：栢野直樹
- 美術：山口修
- 編集：穂垣順之助
- 音楽：村松崇継
- 音響効果：柴崎憲治
- VFXディレクター：山本雅之
- 照明：磯野雅宏
- 装飾：平井浩一
- 録音：柿澤潔
- ステディカム：佐光朗
- ファイティングコーディネーター：佐々木修平
- カースタント：スーパードライバーズ
- 制作プロダクション：FILM
- 製作者：亀山千広（フジテレビ）
- 製作統括：杉田成道（日本映画衛星放送）、島谷能成（東宝）
- プロデューサー：臼井裕詞、種田義彦
- アソシエイトプロデューサー：宮川朋之
- ラインプロデューサー：古郡真也
- 配給：東宝
- 製作：フジテレビジョン、日本映画衛星放送、東宝